# Anita Beryl
Anita Beryl Ahikiriza là một nhà thiết kế thời trang và doanh nhân người Uganda. Cô là người sáng lập, giám đốc sáng tạo và giám đốc điều hành ‘Beryl Qouture by Anita Beryl', một thương hiệu thời trang cao cấp.

## Nền tảng và giáo dục
Beryl có cha là Mục sư và mẹ là bà Ahabwe, trú tại quận Bushenyi. Cô sinh ngày 11 tháng 1 năm 1986. Cô đã học trường nữ sinh Bweranyangyi mức O và A và ra trường trong năm 2005.
Sau đó, cô gia nhập Đại học Công giáo Uganda, Mukono, lấy bằng Cử nhân Giáo dục, tốt nghiệp năm 2009. Beryl đã được đi học khóa đào tạo thời trang đầu tiên tại Uber Glam, Johannesburg, Nam Phi, trước khi gia nhập Đại học Thời trang Pháp, ESMOD.

## Sự nghiệp
Vào năm 2011, Beryl Qouture của Anita Beryl đã được mở ra trên toàn thế giới, và thương hiệu nhanh chóng đặt ra như là một thời trang cao cấp, quần áo may sẵn, và nhượng quyền thương mại phụ kiện may mặc cho tất cả các giới tính.

### “Beryl Qouture của Anita Beryl.”
Beryl Qouture của Anita Beryl, là một xưởng thiết kế thời trang Ugandan sang trọng của Anita Beryl. Nhà thời trang cao cấp Haute được khởi xướng vào năm 2011 bởi nhà thiết kế thời trang đoạt giải thưởng này. Beryl là một cựu sinh viên của Đại học thời trang Pháp, ESMOD.
Với sự tập trung vào thời trang cao cấp và quần áo may sẵn, Beryl Qouture của Anita Beryl đã phát triển thành một trong những thương hiệu thiết kế thời trang được tìm kiếm nhiều nhất ở Uganda và trên toàn khu vực.
Được coi là đồng nghĩa với những tác phẩm vô cùng sang trọng, vượt thời gian và rất thanh lịch, sản phẩm thời trang của công ty đã được trưng bày ở Uganda, Tanzania, Ethiopia, Ghana và Nigeria.
Thương hiệu này là một thiên đường thời trang toàn diện cho các đồ thời trang sang trọng may sẵn, thời trang đồ cưới và quần áo nam giới. Thông qua thương hiệu thời trang của mình, Beryl đã làm việc với một số người nổi tiếng nhất ở Đông Phi. Khách hàng của cô bao gồm Ann Kansiime (Diễn viên hài), Malaika Nnyanzi (nhân vật truyền thông), Lilian Mbabazi (ca sĩ), Barbie Kyagulanyi, Flavia Tumusiime (nhân vật truyền thông), và Shalom Kalule (nhân vật truyền thanh).